# Morto da Feltre
Morto da Feltre va ser un pintor italià de l'Escola veneciana, actiu a les acaballes del segle xv i les primeries del segle xvi.
Sembla que el seu vertader nom era Pietro Luzzo, Pietro Luci o Lorenzo Luzzo; també va ser conegut pel nom de Zarato o Zarotto, potser a causa del lloc de la seua mort o bé perquè son pare, un cirurgià, va viure a Zara durant la infantesa dels seus fills. El fet que fóra anomenat morto (mort), a causa del seu trist temperament, és un acpecte encara sota discussió. Sovint és confós amb Pietro Luzzo (anomentat lo Zarotto).

## Biografia
Nascut a Feltre (província de Belluno), probablement degué estudiar pintura inicialment a Venècia i rodalia, en un primer moment com a ajudant de Pinturicchio. Segons Vasari, es va traslladar a curta edat a Roma, on va investigar l'art antic, especialment les restes subterrànies. Des d'ací va anar-se'n a Pozzuoli, on va fer pintures inspirades per les decoracions d'antigues criptes o grutes. L'imaginatiu estil arabesc que va crear a partir d'aquestes investigacions va rebre el nom de grotesc, del qual deriva el qualificatiu d'ús general. Cal dir que Morto no va ser el primer pintor del Renaixement italià a pintar arabescos, ja que aquest tipus d'art ja s'havia desenvolupat en els vessants pictòric i escultòric cap a la dècada del 1480, però hi va contribuir de manera definitiva a la difusió per la Itàlia meridional.
Les seues obres van ser molt ben rebudes a Roma. Posteriorment es va traslladar a Florència, on va pintar alguns excel·lents grotescos al Palazzo Pubblico i va ensinistrar Andrea di Cosimo. En tornar a Venècia, al voltant de 1505, va ser ajudant de Giorgione en la pintura del Fondaco dei Tedeschi, i sembla que va restar amb ell fins a l'any 1510. És possible que el 1515 Morto tornara a la seua nativa Feltre, llavors en unes terribles condicions de ruïna a causa de la guerra de l'any 1509. Hi va fer algunes obres, incloent-hi diversos frescos, dels quals s'han conservat parts, i que han arribat a considerar-se dignes d'haver estat executats per Rafael. Es troben a la loggia adjacent a l'església de Sant Esteve. Pogué haver conegut Giovanni da Udine.
Al voltant dels seus quaranta-cinc anys, Morto, inquiet i insatisfet, va abandonar la pintura i va ingressar en l'exèrcit al servei de la República de Venècia. Va ser fet capità de dos-cents homes. Va lluitar valerosament hauria mort a Zara, Dalmàcia, l'any 1519. Aquesta història, i especialment la data, és qüestionable: hi ha raons per a pensar que Morto va pintar fins a l'any 1522. Andrea Feltrini va ser el seu ajudant i deixeble com a pintor decoratiu.
Va ser biografiat per Giorgio Vasari en l'obra de biografies d'artistes Le Vite